# Bzenica
 Ovo je glavno značenje pojma Bzenica. Za naselje u okrugu Žiar nad Hronom, Slovačka pogledajte Bzenica (Žiar nad Hronom, Slovačka).
Bzenica je naselje u Republici Hrvatskoj u Požeško-slavonskoj županiji, u sastavu grada Pleternice.

## Zemljopis
Bzenica je smještena južno od Pleternice,  susjedna naselja su Sulkovci na sjeveru, Požeška Koprivnica i Poloje na jugu.

## Stanovništvo
Prema popisu stanovništva iz 2011. godine Bzenica je imala 96 stanovnika.
| broj stanovnika | 85    | 103   | 82    | 115   | 102   | 154   | 155   | 159   | 160   | 165   | 161   | 160   | 139   | 154   | 98    | 96    | 79    |
|                 | 1857. | 1869. | 1880. | 1890. | 1900. | 1910. | 1921. | 1931. | 1948. | 1953. | 1961. | 1971. | 1981. | 1991. | 2001. | 2011. | 2021. |